# Zein El Omr
 (avril 2009).
 (juillet 2013).
Zein El Omr (en arabe : زين العمر) (de son vrai nom Tony Hadchity) né en 1973 est un chanteur libanais.

## Carrière
Né dans une famille libanaise, il commence sa carrière en interprétant en 1993 son premier tube « Kazdarna » sous son nom d'état civil (Tony Hadchity).
C'est en 1996 que sort son premier album Sameh composé de 8 chansons au style Tarab dont « Yama Alou » et « Ana Baashaa Hali Fiki ».
Zein El Omr est un artiste discret. Sa discographie ne compte que 7 albums, le dernier album Zein El Omr 2011 étant sorti fin août 2011.

## Albums
- Min Bein Kol El Bashar, 1993.
- Sameh, 1996.
- Entebhi, 1998.
- Dari, 1999.
- Ahla Oshaq, 2005.
- Domak La Alby, 2006.
- Zein El Omr 2011, 2011.